# Tamás Erdődy

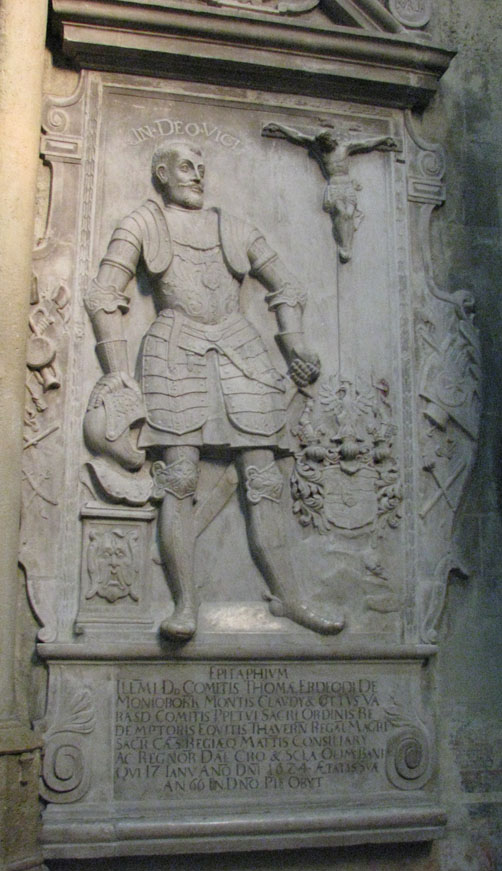
Płyta nagrobna Tamása Erdődy'ego. Katedra Wniebowzięcia Najświętszej Marii Panny w Zagrzebiu

Tamás Erdődy (ur. 1558, zm. 1624), ban Chorwacji, Słowacji i Dalmacji, podskarbi koronny.
W latach 1584–1595 skutecznie walczył przeciw Turcji. W 1593 roku w bitwie pod Sisakiem dowodził obroną twierdzy, która blokowała dostęp w głąb Chorwacji i Słowenii.